# Sínis

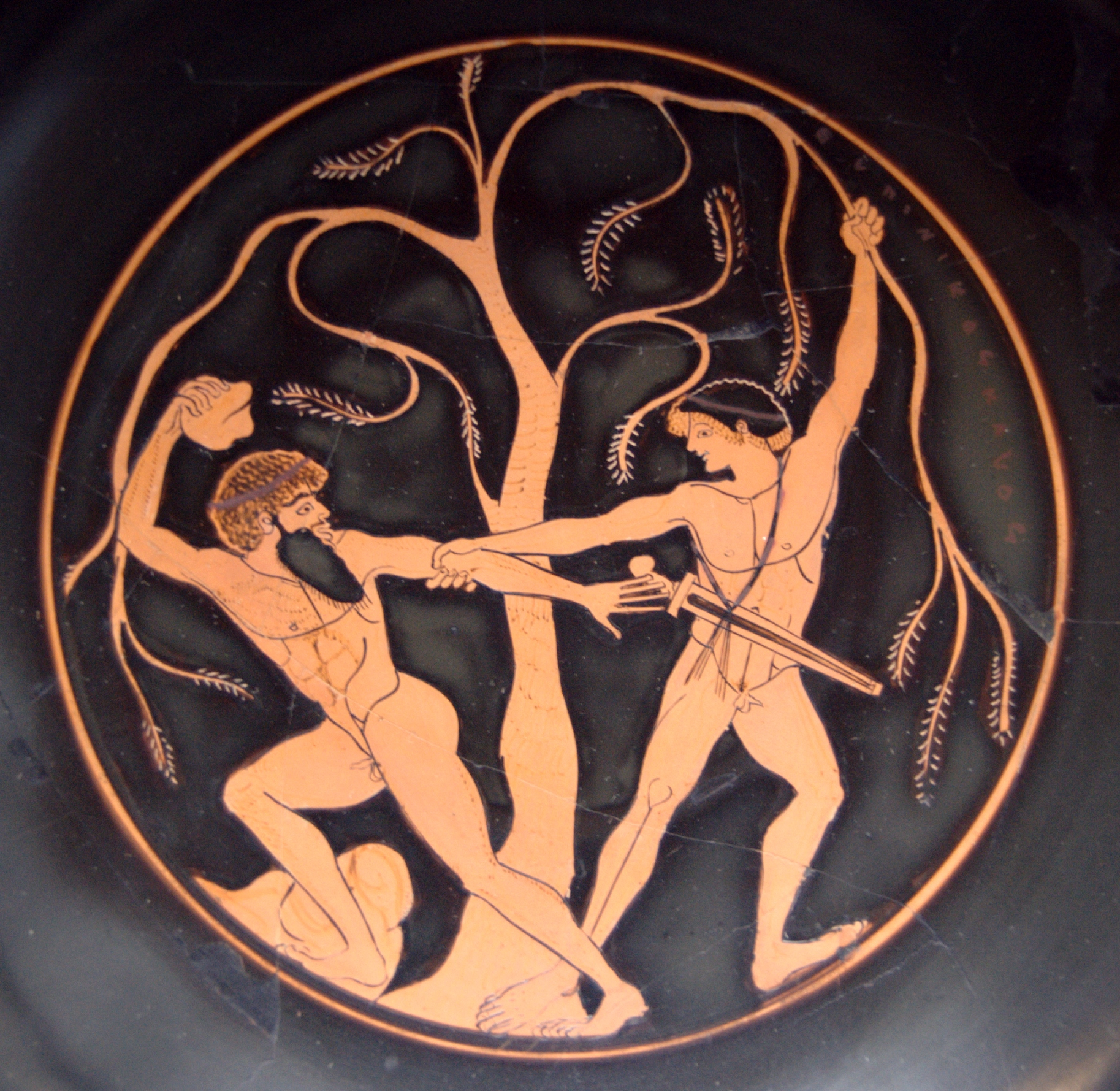
Sínis

Sínis (latinsky Sinis) je v řecké mytologii lupič z Isthmu nedaleko města Korinth.
Na své oběti číhal v úzkém místě, kde šíje spojuje Attiku a Peloponnés. Byl to silák hrozivého zjevu, který pocestné nejen okradl, ale také jim připravil krutou smrt. Přivazoval své oběti k vrcholkům dvou ohnutých sosen, zakopaných do země. Když vrcholky uvolnil, vymrštily se a nešťastníka roztrhly.
Nevyplatilo se mu to, když mladý Théseus ve svých šestnácti letech putoval od svého děda, troizenského krále Pitthea ke svému nevlastnímu otci Aigeovi, králi athénskému. Théseus cestou vyhledával dobrodružství, na kterých by si vydobyl slávu a proslulost.
V tomto rozpoložení ho přepadl Sínis a podle pořekadla „kdo s čím zachází, s tím také schází“ našel smrt takovou, jakou rozdával. Stejně tak se vedlo i dalším lupičům, kteří Théseovi zkřížili cestu, byli to Perifétés, Skeirón, Kerkyón a Prokrústés.
Zneškodnění Sínise zbavilo cestu nebezpečí, které hrozilo kupcům a poutníkům. K připomenutí založil pak Théseus slavné isthmické hry. Konaly se snad už od 7.–6. stol. př. n. l. až do našeho letopočtu každé dva roky. Probíhaly na nich soutěže v běhu, pěstním zápase, hodu diskem, vrhu oštěpem a v jízdě na koni.